# Марзија (Л'Аквила)
Марзија (итал. Marsia) је насеље у Италији у округу Л'Аквила, региону Абруцо.
Према процени из 2011. у насељу је живело 12 становника. Насеље се налази на надморској висини од 1457 м.